# Anton Raaff

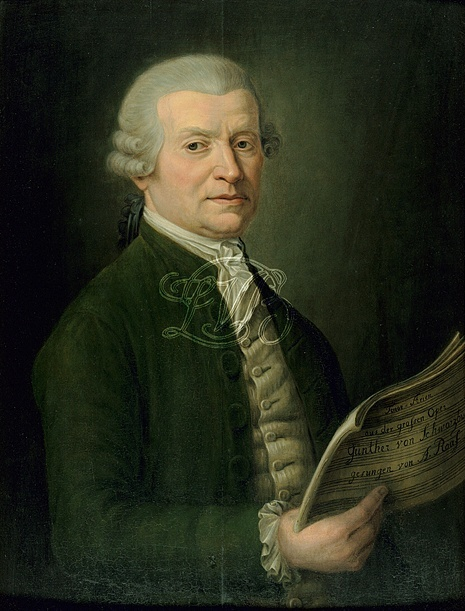
Anton Raaff, 1780, Gemälde von Clemens Philippart, Beethoven-Haus

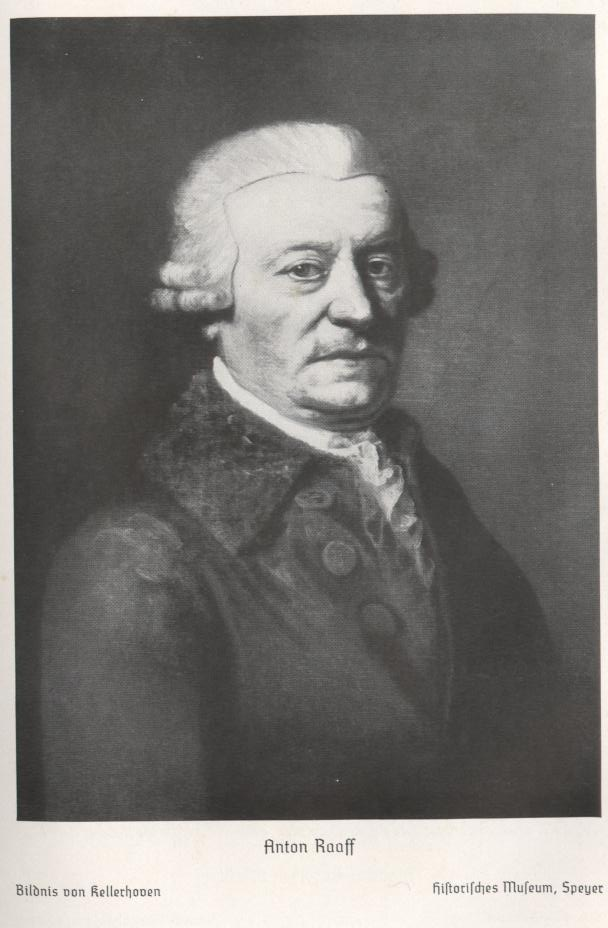
Anton Raaff, Altersbildnis von Moritz Kellerhoven

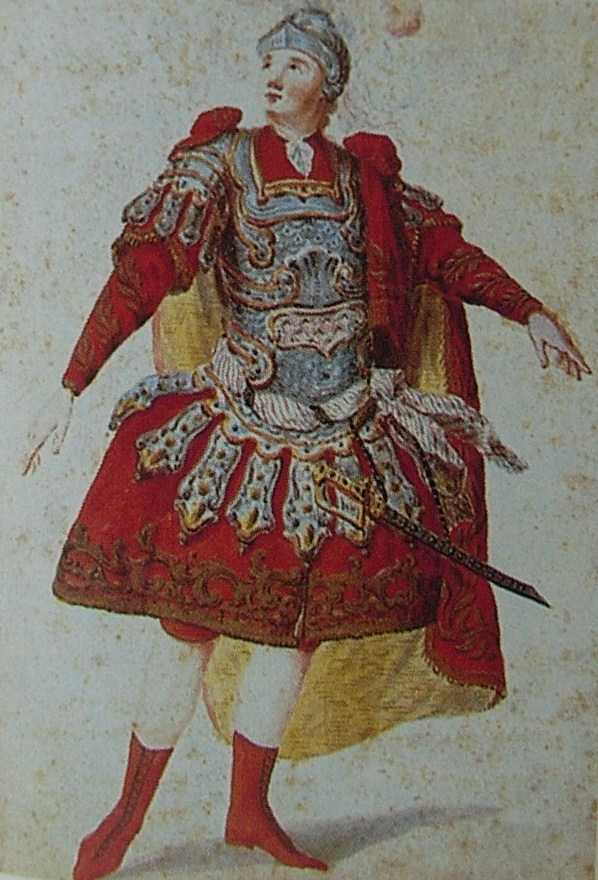
Anton Raaff als Idomeneo

Anton Raaff (auch Antonius Raaf; * 6. Mai 1714 in Gelsdorf bei Bonn; † 28. Mai 1797 in München) war ein deutscher Opernsänger (Tenor).

## Leben
Um das Leben Anton Raaffs ranken sich viele Geschichten und Legenden. So soll er beispielsweise als Sohn eines armen Schäfers geboren worden sein.
Bewiesen ist, dass er 1714 in Gelsdorf bei Bonn als Sohn des Johannes Raaff und der Anna Margarethe geb. Kochs zur Welt kam. Nach der Geburt, wann genau ist unklar, zog die Familie nach Holzem, wo der Vater möglicherweise Gutsverwalter auf Burg Gudenau wurde.
Anton Raaff bekam eine Ausbildung am renommierten Bonner Jesuitengymnasium. Für das Jahr 1726 ist seine Mitwirkung in einer Aufführung des Gymnasiums belegt. Dort wird ihn auch Kurfürst Clemens August zum ersten Mal gehört haben, der sich nach dem Schulabschluss seiner annahm und ihn 1736 als Hof- und Kammermusiker anstellte.
Raaff bekam eine Ausbildung in München bei Antonio Bernacchi und in Bologna bei Padre Giambattista Martini. Bereits 1742 sang Raaff in Florenz und Venedig sowie bei der Kaiserkrönung Karl VII. im Frankfurter Dom. Im selben Jahr kehrte er zurück an den Bonner Hof Clemens Augusts und wurde Kurfürstlicher Hofsänger. Seine Bitte, Geistlicher zu werden, schlug der Kurfürst ab.
Raaff blieb bis 1749 am Bonner Hof und folgte dann einem Engagement an den Wiener Hof der Kaiserin Maria Theresia. Es folgten Auftritte an den bedeutendsten Höfen Europas wie Bologna, Livorno, Madrid und Lissabon.
1755 traf er den Kastraten Farinelli, mit dem ihn bald eine innige Freundschaft verband. 1760 sang Raaff am Hof des Königs von Neapel, wo er zum führenden Tenor der neapolitanischen Oper aufstieg. Neun Jahre blieb er dort, bevor er über Florenz an die Mannheimer Oper gelangte, wo Wolfgang Amadeus Mozart ihn 1777 singen hörte. Da war Anton Raaff bereits ein gefeierter Bühnenstar, der sich auf dem Zenit seiner Kunst befand. Zwei Jahre später schrieb Mozart für ihn die Titelrolle des „Idomeneo“.
Diese Oper wurde zugleich Raaffs letzte Titelpartie. Nach 1781 sang er an keiner Bühne mehr, sondern nur noch in Kirchen und gab zudem Gesangsunterricht. Die letzten Jahre vor seinem Tod lebte er zu München in häuslicher Gemeinschaft mit seinem langjährigen Freund, dem Geistlichen und Numismatiker Franz Ignaz von Streber, wobei beide ein betont religiöses Leben führten, sich jedoch auch schöngeistig und wissenschaftlich betätigten.
Anton Raaff war der wohl berühmteste Tenor des 18. Jahrhunderts. In seinem Buch „Das Europäische Mannheim“ (1940) schrieb Ernst Leopold Stahl über ihn:

„Vier Jahrzehnte gewaltigen, internationalen Ruhmes hatten ihm weder seine persönliche Schlichtheit, noch seine dazumal in der Sängerwelt kaum mehr anzutreffende Religiosität zu rauben vermocht, die selbst auf dem Gipfel seiner Erfolge in ihm den Wunsch lebendig werden ließ, zum geistlichen Stande überzutreten. Wenn er noch als Siebziger, wie kaum ein anderer, auf der Bühne seinen Mann stand, so hatte das seinen Grund nicht nur darin, daß er das Singen gründlich gelernt und dauernd gepflegt hatte, sondern daß hinter dem Gesang ein Mensch mit Wärme des Herzens stand…“